# Dominik Rohracker
Dominik Rohracker (* 9. Januar 1989 in Burghausen) ist ein deutscher Fußballspieler.

## Karriere
Rohracker, der 2007 aus der U-19 des FC Bayern München in die Reservemannschaft kam, bestritt zwei Spiele in der Regionalliga Süd. Sein Debüt gab er am 28. Juli 2007 (1. Spieltag) im Heimspiel gegen den SSV Reutlingen, das torlos endete. Das Fehlen zahlreicher Profis der ersten Mannschaft – bedingt durch die  Europameisterschaft 2008 – ermöglichte ihm die Teilnahme an einer Asienreise des FC Bayern. Im Spiel gegen Indonesien wurde er in der 90. Minute für Jan Schlaudraff eingewechselt. Sein erstes Spiel in der neu gegründeten 3. Liga bestritt er am 19. April 2009 (32. Spieltag) beim 2:1-Sieg beim SSV Jahn Regensburg, als er in der 79. Minute für Stefan Rieß eingewechselt wurde.
Zur Saison 2010/11 wechselte Rohracker zum Ligakonkurrenten SV Sandhausen, für den er am 31. Juli 2010 (2. Spieltag) bei der 0:2-Niederlage im Heimspiel gegen Kickers Offenbach mit der Einwechslung in der 79. Minute für Roberto Pinto sein Debüt gab. Sein erstes Tor erzielte er am 22. September 2010 (8. Spieltag) im Spiel gegen seinen ehemaligen Verein: Sein Treffer in der 90. Minute war der Siegtreffer zum 1:0 über den FC Bayern München II. In der Saison kam er auf 19 Einsätze; gegen Saisonende wurde er nicht mehr berücksichtigt. In der Saison 2011/12 stand er bei den ersten acht Partien im Aufgebot, ab dem zweiten Spieltag in der Startformation. Doch er konnte sich nicht behaupten und verlor seinen Platz im Team. Mit der Mannschaft wurde er am Ende Meister, die ohne ihn damit den Aufstieg in die 2. Bundesliga schaffte.
Zur Saison 2012/13 wechselte Rohracker nach zuvor erfolgtem Probetraining beim von Wolfgang Wolf trainierten Zweitligaabsteiger Hansa Rostock zum Drittligisten SpVgg Unterhaching, absolvierte 37 Ligaspiele einschließlich der zwei in der Folgesaison und wechselte danach zum Ligakonkurrenten SV Elversberg. In der Winterpause 2014/15 verpflichtete ihn der 1. FC Saarbrücken ablösefrei und stattete ihn mit einem bis zum 30. Juni 2016 laufenden Vertrag aus. Zur Saison 2016/17 wechselte er innerhalb der Regionalliga zum FK Pirmasens. Mit dem FKP stieg er in die Oberliga ab. Daraufhin verließ er den Verein und ging zum Aufsteiger in die Bayernliga, dem TSV Kornburg. In der Saison 2018/19 spielte er beim Landesligisten SC 04 Schwabach, kehrte aber nach einer Spielzeit wieder zum TSV Kornburg zurück.

## Erfolge
- Zweiter der A-Junioren-Meisterschaft 2006 und 2007 (mit dem FC Bayern München)
- Meister der 3. Liga 2012 und Aufsteiger in die 2. Bundesliga (mit dem SV Sandhausen)